# WEtv
WE tv est une chaîne de télévision américaine s'adressant à un auditoire féminin, créée le 7 septembre 1997 et appartenant à AMC Networks.

## Histoire
La chaîne a été lancée sous le nom Romance Classics par Cablevision, alors contrôlé par Rainbow Media, qui diffusait des films romantiques sans pauses commerciales, un peu comme la chaîne-sœur AMC.
En 2001, la chaîne change de nom pour WE: Women's Entertainment, devenant une chaîne de style de vie pour femmes, puis écourté sous son nom actuel en 2006. Plus récemment, la chaîne diffuse beaucoup d'émissions de téléréalité, incluant une bonne quantité d'émissions reliées au mariage.

## Émissions originales

### Séries
- The Divide (en) (2014)
- South of Hell (2015)

### Téléréalité
- Braxton Family Values (en)
- David Tutera's CELEBrations (en)
- Kendra on Top (en)
- L.A. Hair (en)
- Marriage Boot Camp (en)
- Marriage Boot Camp: Reality Stars
- Mary Mary (en)
- Mystery Millionaire
- SWV Reunited
- Tamar & Vince (en)
- Ma vie est une telenovela